# Crotalaria cambodiensis
Crotalaria cambodiensis là một loài thực vật có hoa trong họ Đậu. Loài này được Phon miêu tả khoa học đầu tiên.